# 北湖車站

北湖車站通車宣傳海報

北湖車站位於台灣新竹縣湖口鄉，為臺灣鐵路公司縱貫線的鐵路車站。本站原本為配合臺鐵捷運化政策暨區域鐵路後期建設計畫，所增設富岡電聯車基地的進出廠號誌站，後期順勢規劃為辦理客運業務的車站。

## 車站概要
本站原訂名為北湖口車站，後改為現名，副站名中國科大，本站為甲種簡易站，僅有區間車、區間快車停靠。
配合富岡車輛基地啟用，本站與新竹、苗栗一同為多數區間車折返點之一（南至彰化、嘉義，北至基隆、瑞芳、福隆、蘇澳）。
本站北邊有2股通往新竹機務段以及富岡基地的側線，進出的車輛會在本站臨停。

## 車站構造
北湖車站於2010年7月開始動工，到2012年7月完工。本站為下潛式的站體，車站的設計架構採用地下通道連接車站的前、後兩站，並依照當地人文與地形環境配合風向建設出明亮又通風的車站。車站屋頂共有396塊太陽能板，一年的總發電量約有50,900度，所收集到的電力將利用在車站內照明燈光及冷氣上。北湖車站做為列車進入富岡車輛基地的緩衝區，待車輛駛入北湖車站暫停後，再送往所屬單位進行檢修及保養。

### 月台配置
| 1 | 1A | █ 西部幹線（逆行待避、到達、發車） | 往 湖口、新豐、竹北、新竹 方向                                        |
| 2 | 1B | █ 西部幹線（逆行）                 | 往 竹北、新竹、苗栗 方向                                              |
| 2 | 1B | █ 西部幹線（逆行通過）             | 不靠站通過                                                            |
| 3 | 2A | █ 西部幹線（順行通過）             | 不靠站通過                                                            |
| 3 | 2A | █ 西部幹線（順行）                 | 往 楊梅、中壢、桃園 方向                                              |
| 4 | 2B | █ 西部幹線（順行待避、到達、發車） | 往 富岡、楊梅、埔心、內壢 方向 （同時也是臺鐵車輛進出富岡基地用側線） |

## 歷史
- 2010年7月22日：舉行動土典禮。
- 2012年7月20日：完工[4]。
- 施工時原名為北湖口車站，之後改為北湖車站。[2]
- 2012年9月18日：12:00起試營運。
- 2012年9月28日：正式啟用本站[5]。
- 2018年4月20日：新竹機務段搬遷至富岡基地，2018年年度改點後本站成為北部地區區間車始發站及中部地區區間車終點站。

## 利用狀況
根據2024年資料，本站每日旅運量約為1,865，在台鐵各站中排行第100名。
| 年   | 年間    | 年間    | 年間     | 日平均 | 日平均 | 來源   |
| 年   | 上車    | 下車    | 上下車計 | 上車   | 上下車 | 來源   |
| ---- | ------- | ------- | -------- | ------ | ------ | ------ |
| 2012 | 98,175  | 93,075  | 191,250  | 1,033  | 2,013  | [ 7 ]  |
| 2013 | 337,219 | 321,309 | 658,528  | 924    | 1,804  | [ 8 ]  |
| 2014 | 379,769 | 369,232 | 749,001  | 1,040  | 2,052  | [ 9 ]  |
| 2015 | 392,691 | 385,930 | 778,621  | 1,076  | 2,133  | [ 10 ] |
| 2016 | 381,475 | 375,408 | 756,883  | 1,042  | 2,068  | [ 11 ] |
| 2017 | 359,962 | 353,463 | 713,425  | 986    | 1,955  | [ 12 ] |
| 2018 | 316,247 | 313,618 | 629,865  | 866    | 1,726  | [ 13 ] |
| 2019 | 315,163 | 317,330 | 632,493  | 863    | 1,733  | [ 14 ] |
| 2020 | 256,492 | 253,087 | 509,579  | 701    | 1,392  | [ 15 ] |
| 2021 | 203,241 | 200,246 | 403,487  | 557    | 1,105  | [ 16 ] |
| 2022 | 217,924 | 215,426 | 433,350  | 597    | 1,187  | [ 17 ] |
| 2023 | 304,883 | 303,797 | 608,680  | 835    | 1,668  | [ 18 ] |
| 2024 | 341,317 | 341,325 | 682,642  | 933    | 1,865  | [ 19 ] |

## 相片集

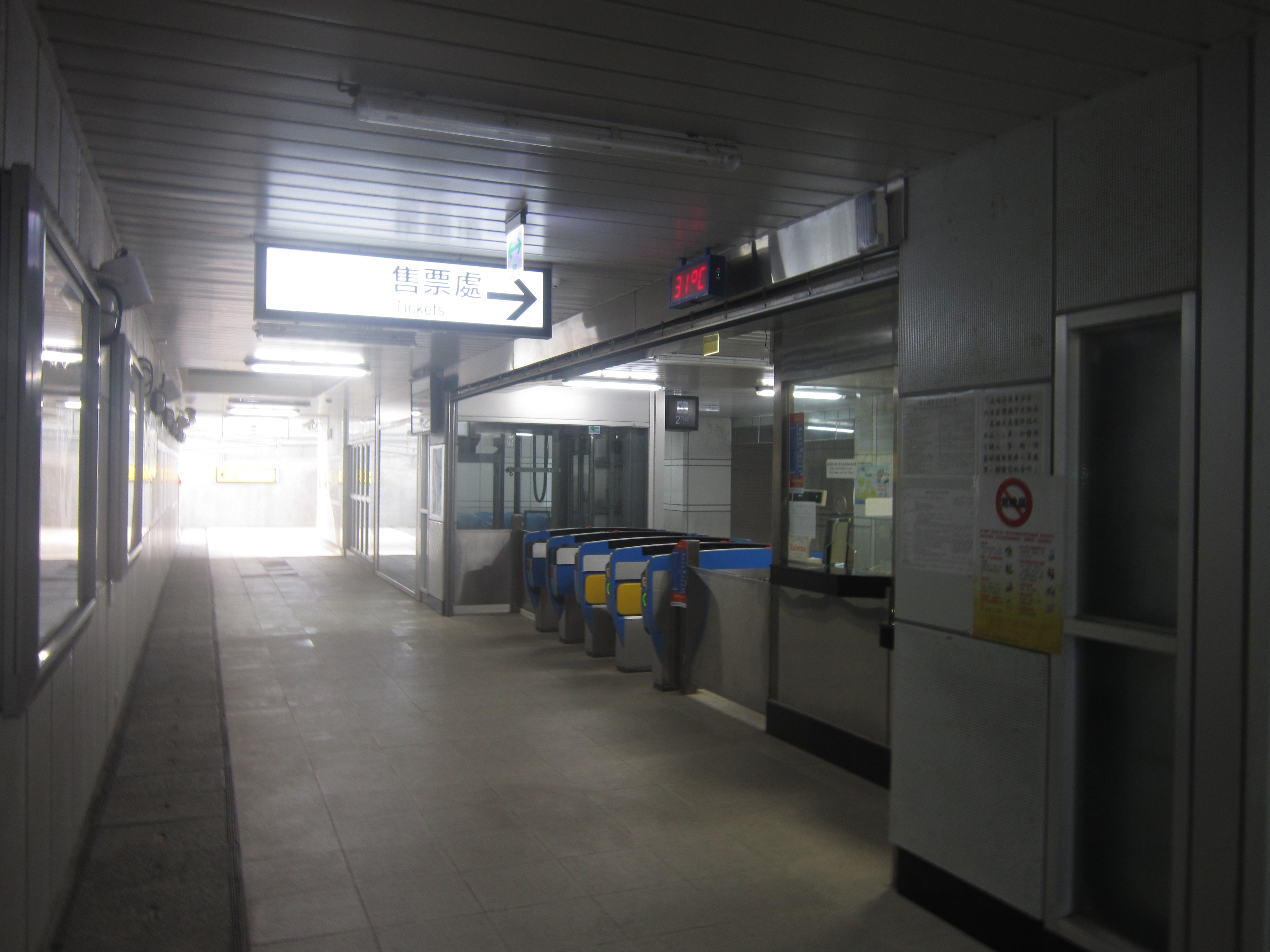
本圖的左前方是通往後站的出口，右側是北湖車站位於B1層的剪票閘口及人工售票窗口
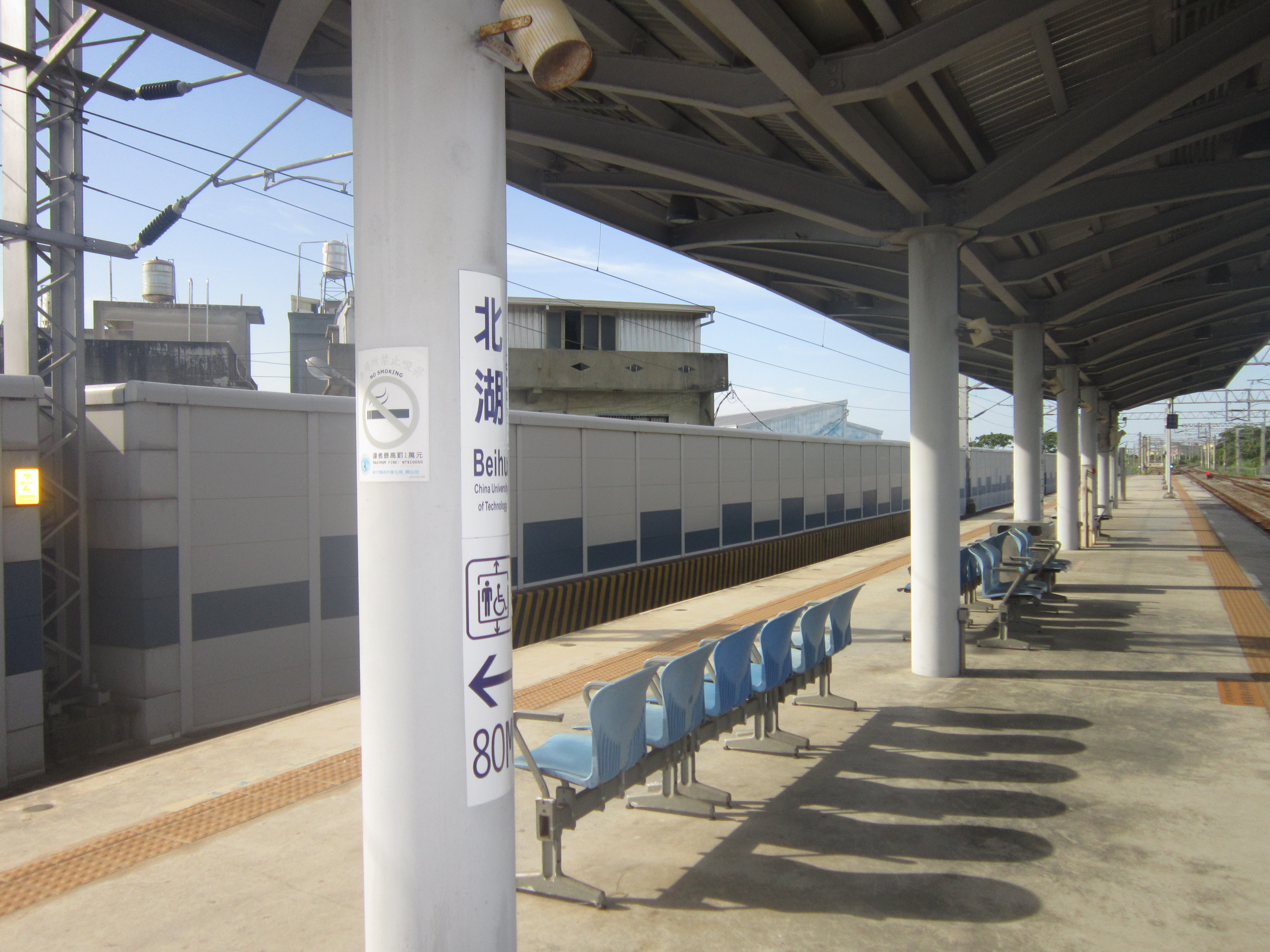
北湖車站月台一景
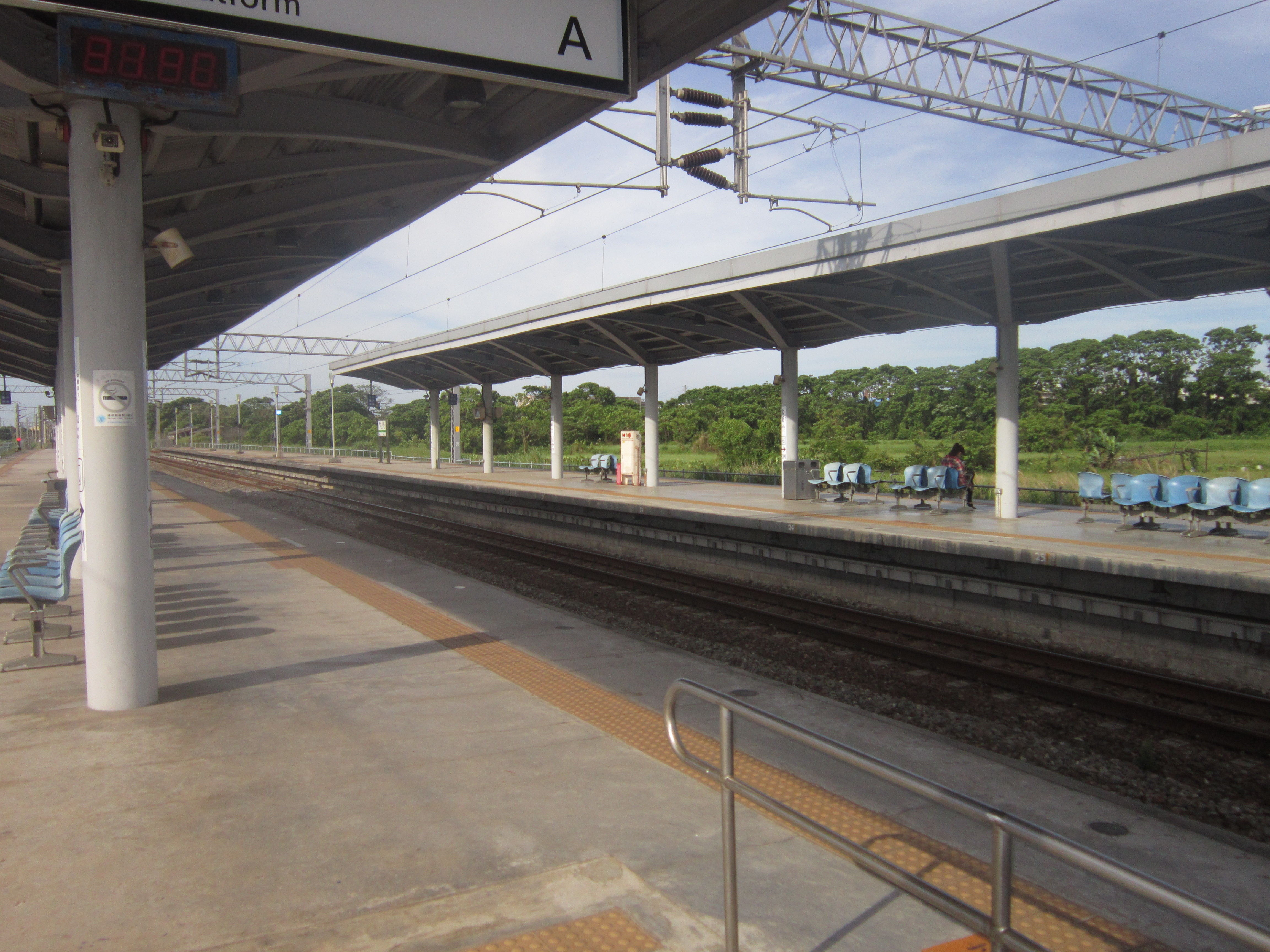
北湖車站為兩座島式月台
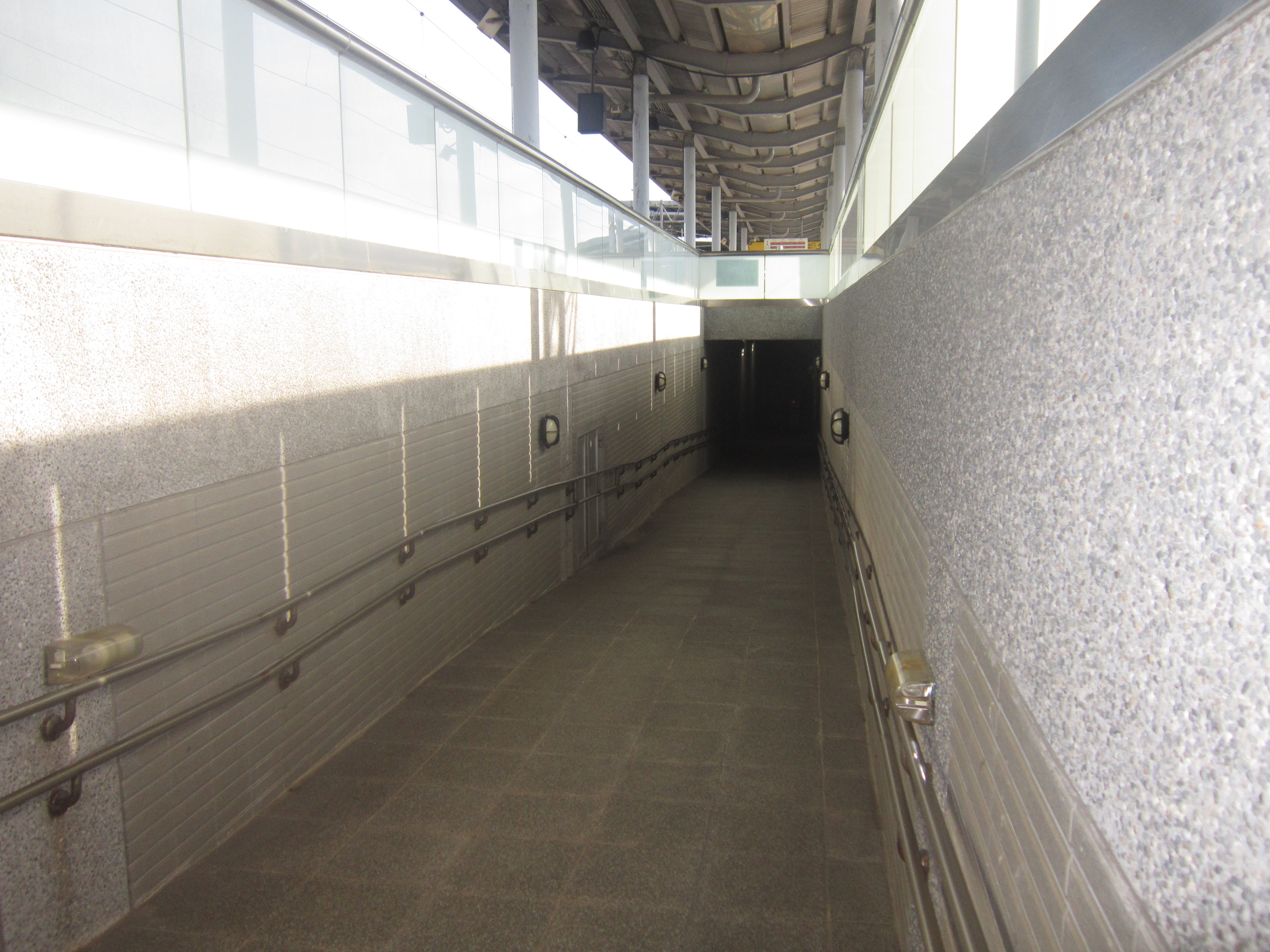
北湖車站月台上通往剪票閘口的斜坡走道
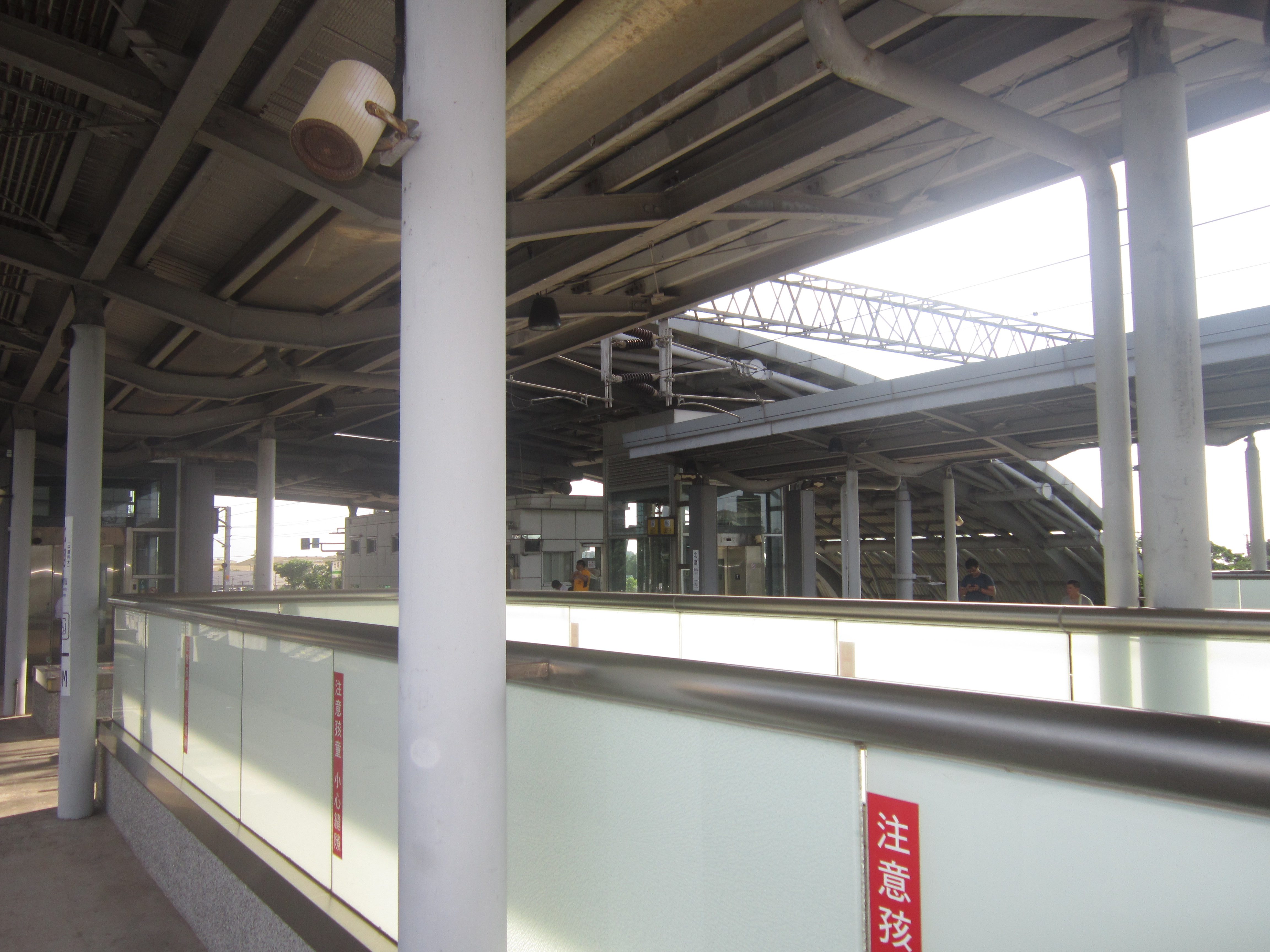
北湖車站兩座月台，近側為月台通往剪票口斜坡走道的玻璃護欄
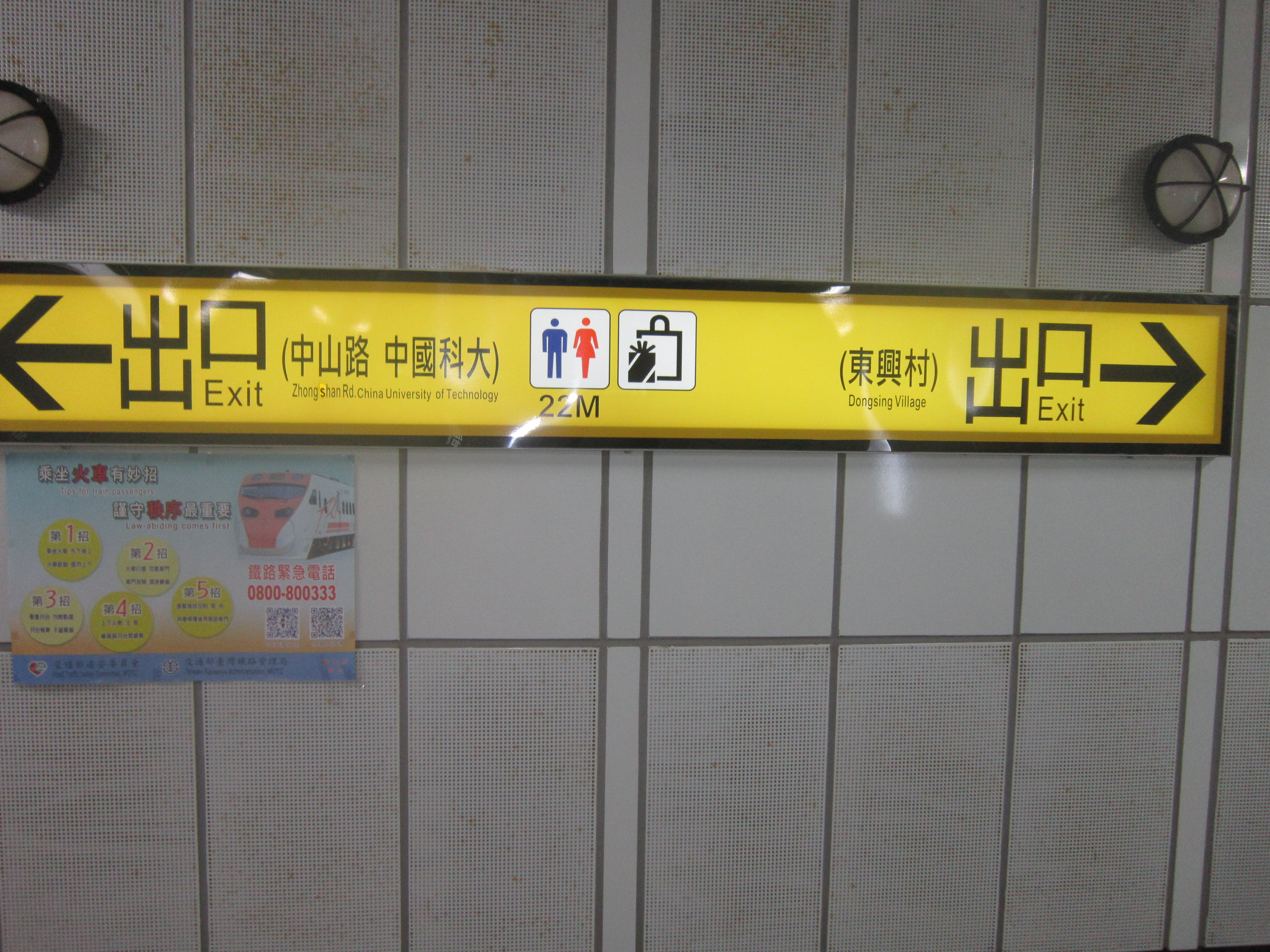
北湖車站剪票閘口外，通往前後站出口的指示牌

## 外部鏈結
- 维基共享资源上的相關多媒體資源：北湖車站

- 國營臺灣鐵路股份有限公司 – 北湖車站 （页面存档备份，存于）